# Ljudevit Selo
Ljudevit Selo (česky Lipovec) je vesnice v chorvatské Slavonii, administrativně spadající k městu Daruvar, od něhož leží 2 km na západ. Žije zde 253 obyvatel v 75 domácnostech.
Vesnice je poprvé zmiňována v nájemní smlouvě (Pachtvertrag) ze dne 28. září 1863. Z této smlouvy vychází najevo, že hrabě Julius Janković pronajal část svého pozemku Václavu Vavřincovi, který do Slavonie přišel z Boukovic v Čechách. Za hraběte Jankoviće smlouvu podepsal správce Karel Ditz. Uvedený pozemek byl součástí "pole Lipovec" a patří k dědičnému panství Dolní Daruvar. Hrabě Janković zde 1862 plánoval založit kolonii, ve které chtěl usadit 25-30 rodin a poněvadž ji mínil darovat své choti Luise, byla do katastru zavedena jako "Luisendorf". Čeští přistěhovalci zde káceli lipový les a z dřevěného uhlí zásobovali jedinou sklárnu v této oblasti. Po založení Království Srbů, Chorvatů a Slovinců v roce 1918 byl název vesnice změněn na chorvatské jméno "Ljudevit Selo".
Dnešní obyvatelé však svou vesnici nazývají i nadále Lipovec.